# Ternivka
Ternivka este un oraș din Ucraina.